# ХК Гомељ
Хокејашки клуб Гомељ (рус. Хоккейный клуб «Гомель») је белоруски хокејашки клуб из Гомеља. Клуб се такмичи у Белоруској екстралиги.

## Историја
Клуб је основан 2000. године. Једном су били шампиони Белорусије, 2003. године. Два пута су били освајачи Купа Белорусије. (2003, 2007)
На међународној сцени су поражени у финалу Континенталног купа 2004. године од Слована из Братиславе.

## Трофеји
- Белоруска екстралига:
  - Првак (1) :2003

- Куп Белорусије:
  - Првак (2) :2003, 2007